# Rue de la Hache (Nancy)
Pour les articles homonymes, voir Rue de la Hache.
La rue de la Hache est une voie du centre de la commune de Nancy, sise au sein du département de Meurthe-et-Moselle, en région Lorraine.

## Situation et accès
La voie, d'une direction générale nord-est - sud-ouest, est placée au sein de la Ville-neuve, et qui prolonge à l'ouest la rue des Sœurs-Macarons, appartient administrativement au quartier Charles III - Centre Ville.
La voie débute à son extrémité orientale rue Saint-Dizier, croise la rue des Quatre-Églises, et aboutit rue des Ponts, face au centre commercial Saint Sébastien. La voie est parallèle à la rue du Four et proche du marché couvert.
Les stations du réseau Stan les plus proches sont les arrêts “Rue des Ponts” de la ligne de Bus no 33, “Place Charles III - Point Central” de la ligne de Bus no T4 et du Bus no 11  et l'arrêt “Point Central” de la ligne de Tramway no T1.

## Origine du nom
Ce nom, attesté dès la fin du XVIIe siècle, est le plus ancien nom connu. Il rappelle une ancienne hôtellerie ou auberge, située à un endroit aujourd'hui inconnu, qui avait une hache pour enseigne, vers 1592.

## Historique
Importante rue créée jadis par le duc Charles III pour la Ville-Neuve, elle était une des grandes transversales de la ville qui allait de la rue Sainte-Anne à l'actuelle rue du Grand-Rabbin-Haguenauer. Le tronçon de la rue Sainte-Anne à la rue Saint-Dizier est devenu, en 1951, la rue des Sœurs Macarons.
Cette rue a subi de nombreuses transformations au XXe siècle avec la restructuration, entre 1973 et 1976, du quartier Saint-Sébastien et la construction d'un important centre commercial qui ont fait disparaître la partie à l'ouest de la rue des Ponts. Enfin entre les rues des Quatre Églises et des Ponts, la rue de la Hache a été élargie pour permettre une voie d'accès souterraine au centre commercial.
Après avoir porté les noms de « Neuve rue », de « rue neuve de la Hache » en 1592, « rue de la Hache » en 1752, « rue de Sydney » et « rue Décius » en 1791, elle prend le nom de « rue de la Hache » depuis 1800.